# 自動手諭
自動手諭（拉丁語：motu proprio）也翻作自動詔書、教宗手諭等等，是特定一類教宗文書的稱呼。主要是指在沒有教會成員請求下，由教宗所發布的文告。且結構上與其他須加蓋印璽的文告不同，只需有教宗的簽名即可保有效力。
最早的自動手諭是教宗諾森八世於1484年所發布的。此形式之文件常用於教宗針對某些事件的直接回覆、建立新機構、法規或是特定程序的修改等等。

## 在教會法中的角色
《天主教法典》第38條和第63條提及自動手諭在行政命令上的角色。
38條規定當自動手諭與所有行政措施，『如有損及他人既得權利，或牴觸法律或經批准的習慣之處無效，但有關主管明文附加取消條款者，不在此限。』
而63條則說明自動手諭若是作為恩惠覆文時，就算申請覆文者沒有完全據實以報，也不阻礙自動手諭的執行。